# نيك بي
نيك بي (بالفارسية: نیک‌پی) هي قرية تقع في إيران في Zanjanrud District. يقدر عدد سكانها بـ 427 نسمة .